# Будинок Гампера
Будинок Гампера — споруда в неоготичному стилі в Маріуполі, на вулиці Земській, 45. У будівлі жив відомий маріупольський лікар та громадський діяч Сергій Гампер. Споруда значно постраждала під час російського вторгнення в Україну 2022 року.

## Історія

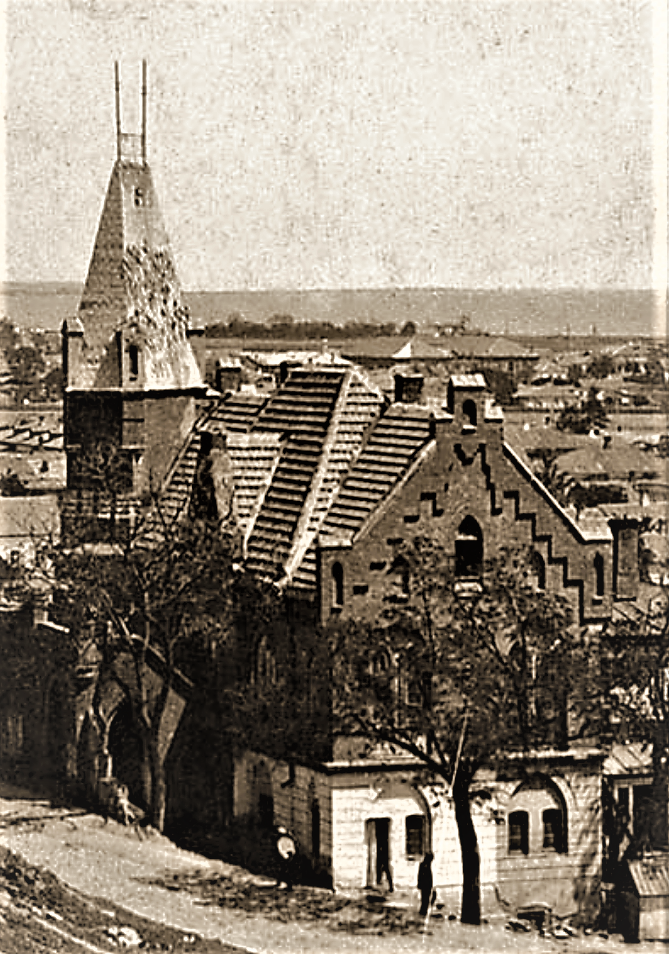
Будинок Гампера на початку XX століття

### XIX—XX століття
Будівля була побудована в середині XIX століття. Її першим відомим власником є судово-медичний експерт Фрідріх Вільгельмович Гампер. Споруда дістала свою назву на честь його сина — головного лікаря Маріупольської повітової лікарні, гласного Маріупольської міської думи Сергія Гампера (1859—1911), який жив і працював тут. У 1894 році Фрідріх Гампер отримав від міської думи дозвіл на будівництво підприємства на своїй ділянці вулиці. У 1897 році сім'я Гамперів, враховуючи проживання за межами міста та суму взятого кредиту, продала будівлю. Будівництво закінчив новий власник. За свідченнями старожилів, до 1980-х років біля споруди існували декоративні ґрати з написом «1903» або «1907», який може свідчити про дату завершення будівництва.
Після закінчення громадянської війни в Росії 1917—1922 років будинок був націоналізований на користь СРСР та поділений на комунальні квартири. Були спроби організувати в підвалі будинку Гампера виробництво ковбасних виробів.

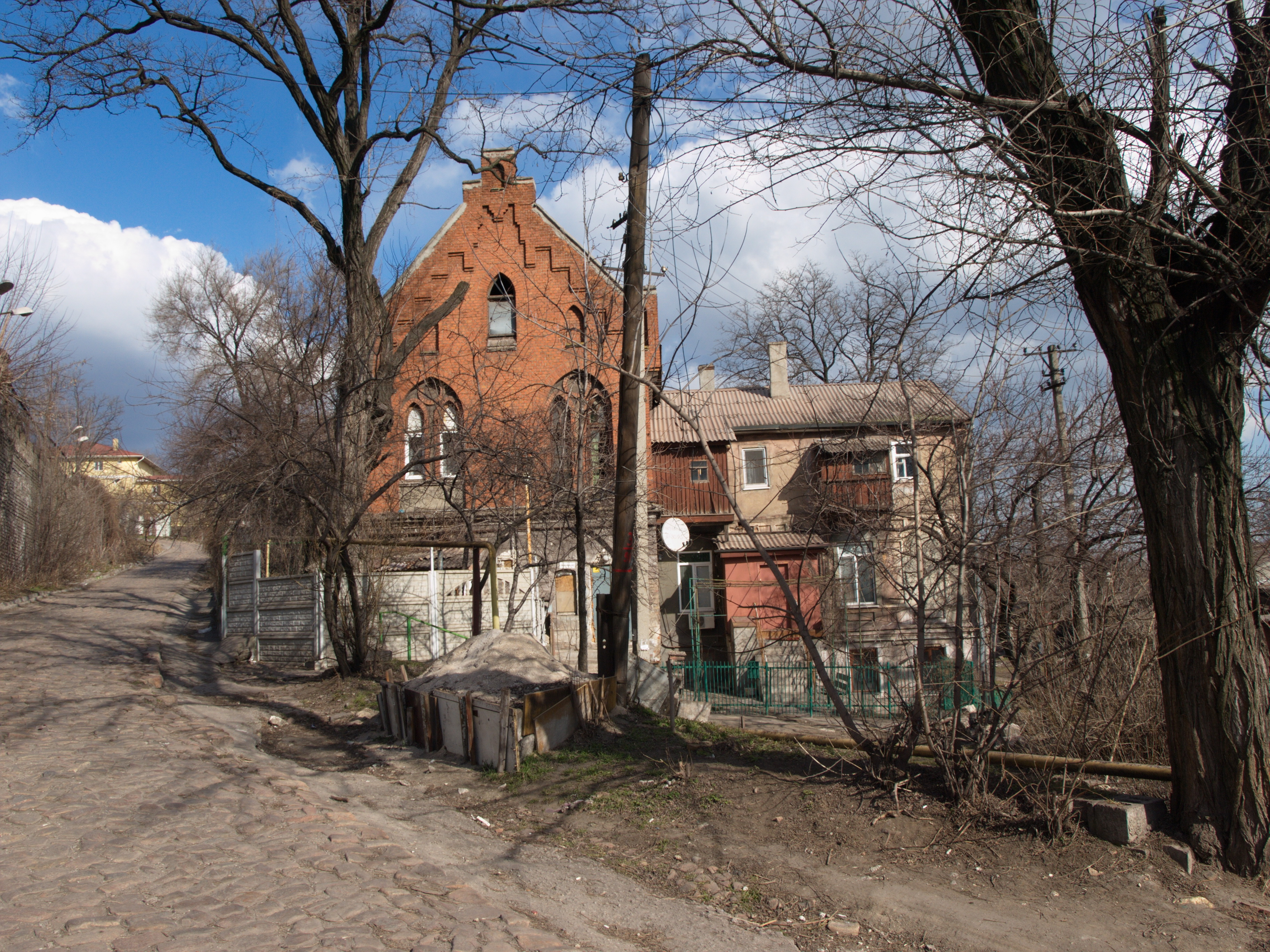
Будинок Гампера в 2013 році

Станом на 2020 рік у будівлі жили 6 сімей. Споруда перебувала у занедбаному стані: дах протікав, двір був забудований господарськими спорудами, а оригінальний фасад був змінений внаслідок добудови балконів, веранди, встановлення утеплювача та пластикових вікон.

### Російсько-українська війна
24 лютого 2022 року Росія почала вторгнення в Україну, а 1 березня почалася блокада Маріуполя. Захисники міста героїчно протистояли російській армії, через що остання почала бомбардувати місто. Внаслідок бомбардувань будинок Гампера був сильно пошкоджений. На нього була скинута бомба.

## Архітектура
Споруда зведена в неоготичному стилі. Початково вона мала два поверхи, а наприкінці XIX століття було добудовано третій. Попереду будівлі зведена триярусна вежа. Оригінальний фасад був змінений внаслідок добудови балконів, веранди, встановлення утеплювача та пластикових вікон.